# Barn (mértékegység)
A barn a hatáskeresztmetszet nem SI, de a részecskefizikában ma is általánosan használt mértékegysége. A szó jelentése angolul: csűr, pajta, istálló. Értéke 10−28 m², ami nagyjából egy urán atommag geometriai keresztmetszetével egyezik meg.